# 丘巴鎮區 (明尼蘇達州貝克縣)
丘巴鎮區（英語：Cuba Township）是位於美國明尼蘇達州貝克縣的一個行政鎮區。

## 地方資料
丘巴鎮區的面積為92.10平方千米，當中陸地面積為88.50平方千米，而水域面積為3.60平方千米。根據2020年美國人口普查的數據，當地共有人口297人，而人口密度為每平方千米3.22人。